# Barbados na Letnich Igrzyskach Olimpijskich 1968
Barbados na Letnich Igrzyskach Olimpijskich 1968 reprezentowało 9 sportowców, byli to sami mężczyźni.

## Skład kadry

### Kolarstwo
- Colin Forde
  - Wyścig indywidualny ze startu wspólnego – nie ukończył
  - 4 km na dochodzenie – 22. miejsce

- Kensley Reece
  - Wyścig indywidualny ze startu wspólnego – nie ukończył
  - Sprint – odpadł w 3 rundzie eliminacji
  - 1000 m ze startu zatrzymanego – 27. miejsce

- Richard Roett
  - Wyścig indywidualny ze startu wspólnego – nie ukończył

- Michael Stoute
  - Wyścig indywidualny ze startu wspólnego – nie ukończył

### Lekkoatletyka
Mężczyźni
- Hadley Hinds
  - Bieg na 200 m (odpadł w 1 rundzie eliminacji)

- Ezra Burnham
  - Bieg na 400 m (odpadł w 2 rundzie eliminacji)

### Pływanie
- Angus Edghill
  - 100 m stylem dowolnym (odpadł w 1 rundzie eliminacyjnej)

- Angus Edghill
  - 200 m stylem dowolnym (odpadł w 2 rundzie eliminacyjnej)

### Strzelectwo
- Milton Tucker
  - Karabin małokalibrowy 50 m leżąc – 72. miejsce

### Podnoszenie ciężarów
- Anthony Phillips
  - Kategoria od 52 do 56 – nie ukończył